# Ngọc Lâm Thông Tú

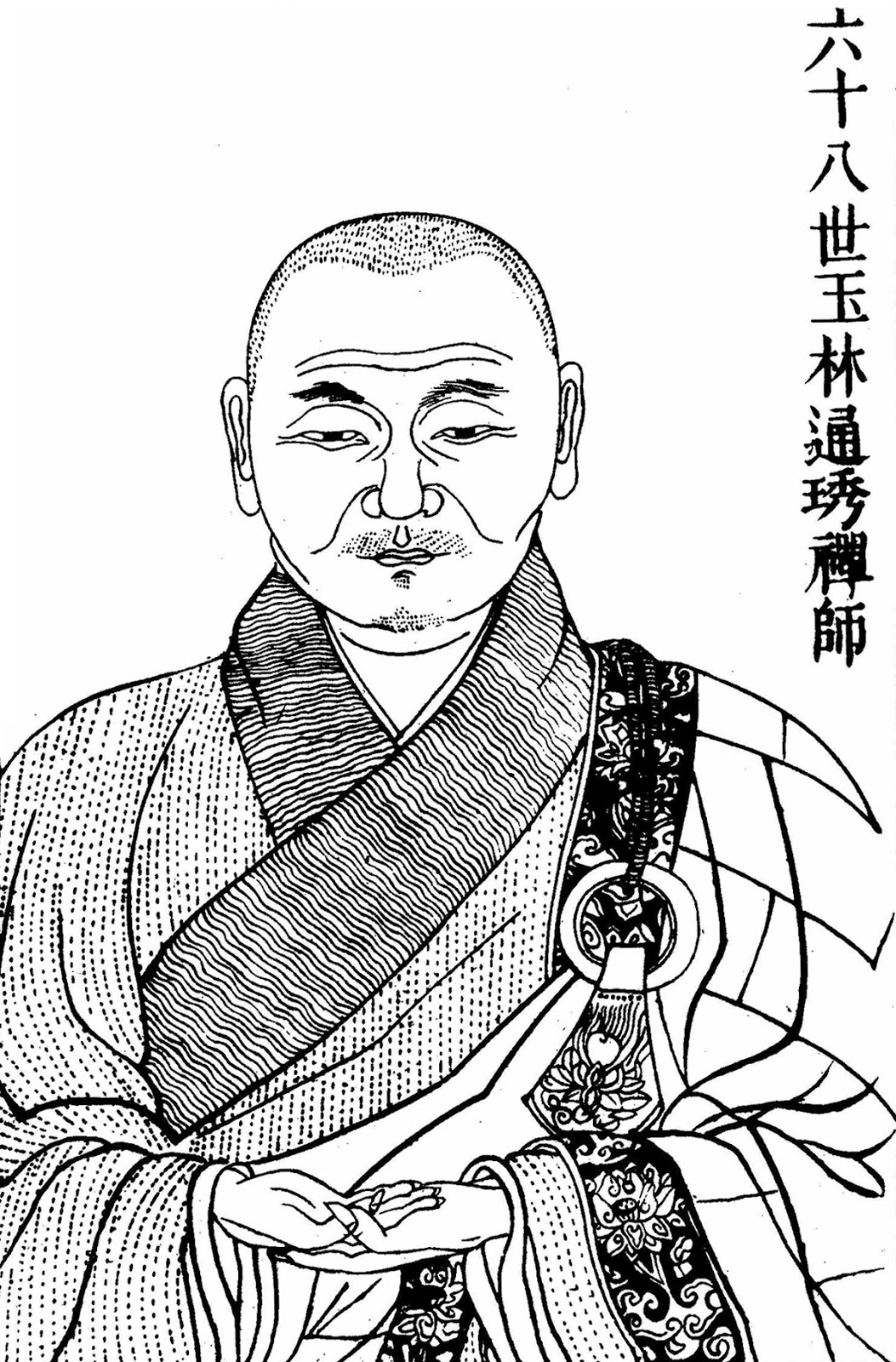
Thiền sư Ngọc Lâm Thông Tú

Ngọc Lâm Thông Tú (zh. 玉林通琇, ja. Gyokurin Tsūshū, 1614-1675) là Thiền sư Trung Quốc cuối đời Minh và đầu đời Thanh, thuộc phái Khánh Sơn, Tông Lâm Tế. Sư là pháp tử của Thiền sư Thiên Ẩn Viên Tu, dưới sư có hơn 20 đệ tử ngộ đạo, nổi tiếng nhất là Thiền sư Ngưỡng Khê Hành Sâm. Người đời tôn kính thường gọi sư là Ngọc Lâm Quốc sư.

## Tiểu sử
Sư họ Dương, quê ở huyện Giang Âm, Thường Châu, tỉnh Giang Tô. Năm 19 tuổi, sư theo Thiền sư Thiên Ẩn Viên Tu cạo tóc xuất gia, thọ giới cụ túc và tham Thiền dưới sự hướng dẫn của vị này. Một hôm, sư xem công án 'Hớp một hơi hết sạch nước Tây Giang' liền đại ngộ và trình kệ tỏ ngộ với Thiền sư Viên Tu:
Không như vạn pháp nó là ai?
Không phải là ai chớ vội khai
Hữu ý kiếm tìm thành cách trở
Vô tâm hoà hợp chẳng còn hai.
Hòa thượng Viên Tu bảo sư: "Ta chẳng hỏi ông không giống vạn pháp, chỉ cần ông thể hội được công án 'Uống một hơi hết sạch nước Tây Giang' mà thôi!" Nghe lời nói này, sư triệt ngộ, bèn phất tay áo bước ra khỏi phương trượng. Sau, sư được Thiền sư Viên Tu ấn khả.
Lúc Bản sư Viên Tu thị tịch, sư theo di chúc kế thừa chức trụ trì tại chùa Báo Ân ở Võ Khang, tỉnh Triết Giang. Sư tùy căn cơ giáo hóa, môn đệ đến tham học đông.
Năm thứ 15 (1658) niên hiệu Thuận Trị nhà Thanh, sư theo chiếu chỉ của Thế Tổ Thuận Trị vào cung thuyết pháp tại Điện Vạn Thiện. Vì ngưỡng mộ tài đức và đạo hạnh của sư, vua ban hiệu là Đại Giác Thiền sư. Không lâu sau, sư xin phép vua trở về núi và giao lại cho đệ tử là Thiền sư Ngưỡng Khê Hành Sâm tiếp tục hoằng pháp ở Bắc Kinh, đây là sự mở đầu cho dòng pháp của sư lưu hành ở nơi này.
Năm 1659, vua Thanh tặng cà-sa và ban hiệu cho sư là Đại Giác Phổ Tế Thiền sư.
Năm 1660, vua thỉnh sư làm bản sư truyền giới Bồ Tát và sắc phong danh hiệu Đại Giác Năng Nhân Phổ Tế Quốc sư (zh. 大覺普濟能仁國師).
Năm 1665. sư đến ẩn cư tại phía tây núi Thiên Mục, tỉnh Chiết Giang. Tại đây, sư xây dựng chùa Thiền Nguyên và tiếp tục truyền bá Thiền tông. Từ đó hình thành nên dòng pháp Sư Tử Chính Tông thuộc Tông Lâm Tế.
Ngày 10 tháng 8 năm thứ 14 (1675) niên hiệu Khang Hi, sư an nhiên ngồi kiết già thị tịch tại Am Từ Vân ở Hoài An, tỉnh Giang Tô, hưởng thọ 62 tuổi, hạ lạp 43 năm. Môn đệ xây tháp thờ tại Đông Ô, phía tây núi Thiên Mục.

## Tác phẩm
Sư có để lại các tác phẩm:
- Khách Vấn (1 bài);

- Ngọc Lâm Tú Quốc Sư Ngữ Lục (zh. 玉林琇國師語錄, 12 quyển);
- Ngọc Lâm Thiền sư Niên Phổ (2 quyển), do đệ tử là Thiền sư Siêu Kỳ biên soạn.

## Trong văn hóa đại chúng

### Tiểu thuyết
- Thích Tinh Vân. Thoát Vòng Tục Lụy, Phật Quang Sơn Đài Loan, Thích Quảng Độ dịch Việt.

### Phim điện ảnh
- Bộ phim nhiều tập mang tên Tái Thế Tình Duyên (Thoát Vòng Tục Lụy) do Phật Quang Sơn Đài Loan sản xuất.